# Виделка для картоплі фрі

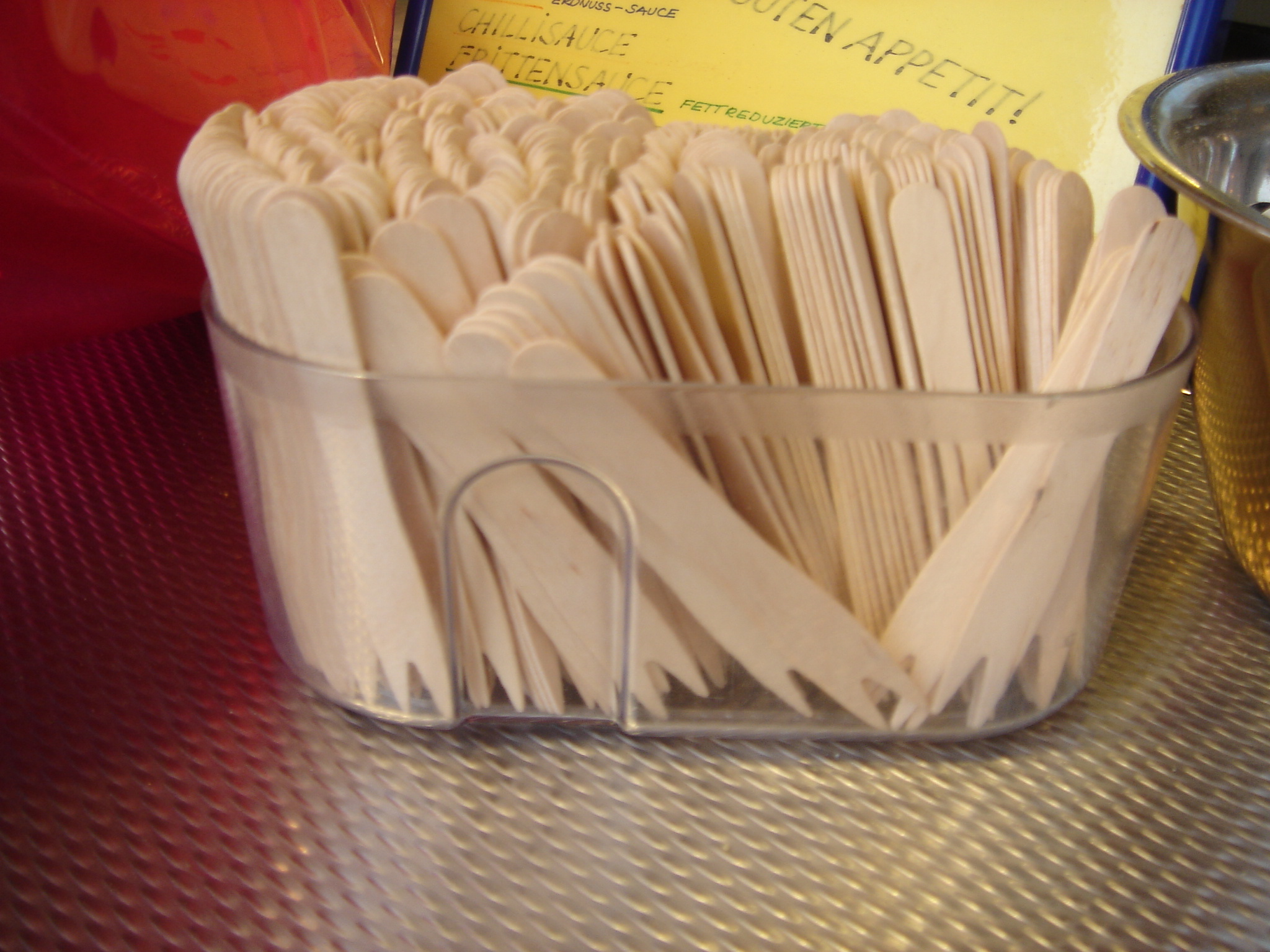
Дерев'яні дво-зубчаті виделки для картоплі фрі в контейнері

Виделка для картоплі фрі — невелика виделка, виготовлена з дерева або пластику, що видається продавцями фаст-фуду з порціями риби та картоплі фрі, картоплі фрі, карівурсту та ін., яка використовується під час їжі. Виделки для картоплі фрі спроектовані спеціально для того, щоб пальці їдців не забруднювались у жирі, соусах, майонезі тощо, і в той же час виделки мали бути досить дешевими, щоб бути викинутими після використання. Таким чином вони заощаджують продавцям витрати і працю на збір та очищення традиційних виделок. Це добре поєднується із образом фаст-фуду як видом продукту, який можна забрати з собою та споживати в іншому місці.

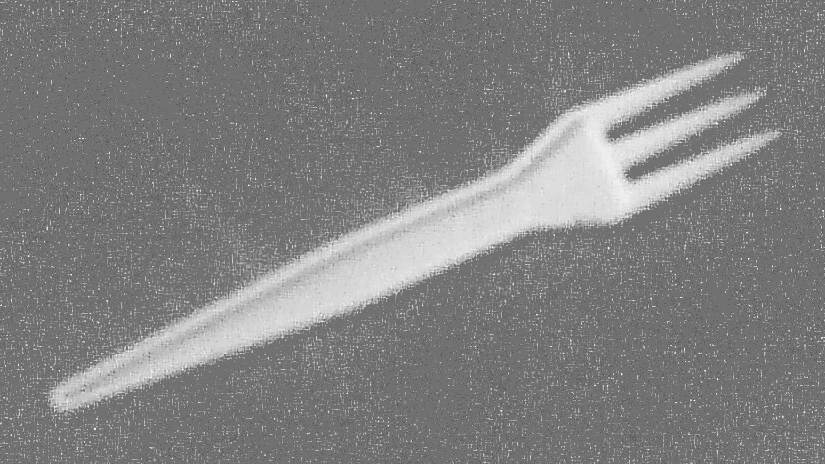
Тризубчата пластикова виделка для картоплі фрі

Звичайна конструкція виделок для картоплі фрі має два або три зубці на одному кінці. Довжина виделок десь між 7½ та 9 см, ширина від 1 до 1½ см у найширшому місці.

## Інші значення
У Німеччині місцева назва Pommesgabel, також «Pommespicker», є популярною альтернативною назвою для жесту «коза».